# Oxalis truncatula
Oxalis truncatula är en harsyreväxtart som beskrevs av Nikolaus Joseph von Jacquin. Oxalis truncatula ingår i släktet oxalisar, och familjen harsyreväxter. Inga underarter finns listade i Catalogue of Life.